# Lijst van metrolijnen in New York

Metronetwerk van New York

Dit is een lijst van metrolijnen in New York. Hierin worden alle lijnen genoemd die deel uitmaken van de metro van New York en thans nog open zijn.

## Lijnen

### A Division (IRT)
A Division (IRT) bestaat uit:
| dienst | traject                         |
| ------ | ------------------------------- |
|        | Broadway-Seventh Avenue Local   |
|        | Broadway-Seventh Avenue Express |
|        | Broadway-Seventh Avenue Express |
|        | Lexington Avenue Express        |
|        | Lexington Avenue Express        |
|        | Lexington Avenue Local/Express  |
|        | Flushing Local/Express          |
|        | 42nd Street Shuttle             |

### B Division (BMT/IND)
B Division (BMT/IND) bestaat uit:
| dienst | traject               | dienst | traject                 |
| ------ | --------------------- | ------ | ----------------------- |
|        | Eighth Avenue Express |        | Canarsie Local          |
|        | Sixth Avenue Express  |        | Nassau Street Local     |
|        | Eighth Avenue Local   |        | Broadway Express        |
|        | Sixth Avenue Express  |        | Broadway Express        |
|        | Eighth Avenue Local   |        | Broadway Local          |
|        | Sixth Avenue Local    |        | Franklin Avenue Shuttle |
|        | Crosstown Local       |        | Rockaway Park Shuttle   |
|        | Nassau Street Express |        | Nassau Street Express   |

Geprojecteerde B Division lijn:
| dienst | traject |
| ------ | --- |
|        | Second Avenue Subway (In aanbouw, zal niet in gebruik genomen worden totdat de lijn ten zuiden van 72nd Street geopend wordt) |

## Trajecten

### IRT
- Broadway-Seventh Avenue Line (Bronx-Manhattan-Brooklyn)
- 42nd Street Shuttle (Manhattan)
- Dyre Avenue Line (Bronx)
- Eastern Parkway Line (Brooklyn)
- Flushing Line (Manhattan–Queens)
- Jerome Avenue Line (Bronx)
- Lenox Avenue Line (Manhattan)
- Lexington Avenue Line (Manhattan)
- New Lots Line (Brooklyn)
- Nostrand Avenue Line (Brooklyn)
- Pelham Line (Bronx)
- White Plains Road Line (Bronx)

### BMT
- 63rd Street Line (Manhattan)
- Archer Avenue Line (Queens)
- Astoria Line (Queens)
- Brighton Line (Brooklyn)
- Broadway Line (Manhattan)
- Canarsie Line (Manhattan-Brooklyn)
- Fourth Avenue Line (Brooklyn)
- Franklin Avenue Shuttle (Brooklyn)
- Jamaica Line (Brooklyn-Queens)
- Myrtle Avenue Line (Brooklyn-Queens)
- Nassau Street Line (Manhattan)
- Sea Beach Line (Brooklyn)
- West End Line (Brooklyn)

### IND
- 63rd Street Line (Manhattan–Queens)
- Archer Avenue Line (Queens)
- Concourse Line (Bronx)
- Crosstown Line (Brooklyn–Queens)
- Culver Line (Brooklyn)
- Eighth Avenue Line (Manhattan–Brooklyn)
- Fulton Street Line (Brooklyn–Queens)
- Queens Boulevard Line (Queens)
- Rockaway Line (Queens)
- Sixth Avenue Line (Manhattan)

### Verbindingen
- 60th Street Tunnel Connection (Queens)
- Chrystie Street Connection (Manhattan)

 ·  ·  ·  ·  ·  ·  ·  ·  · 